# Stade Ali la Pointe
El Stade Ali la Pointe es un estadio de fútbol situado en Douera, un suburbio del suroeste de Argel. Se inauguró el 3 de julio de 2024 y tiene capacidad para 40.000 espectadores. La sede del estadio es el Mouloudia Club d'Alger.
La construcción de un nuevo gran estadio en los suburbios del suroeste de Argel está prevista desde principios de la década de 2000. Las obras comenzaron en 2010, pero se toparon con problemas considerables y se retrasaron considerablemente.
Al final, el estadio no estuvo listo hasta 2024 y la inauguración oficial tuvo lugar el 3 de julio de 2024, cuando el presidente argelino Abdelmadjid Tebboune visitó el estadio. El primer partido oficial en el nuevo estadio tuvo lugar el 21 de septiembre de 2024 (partido de clasificación para la Liga de Campeones de la CAF: Mouloudia Club d'Alger – US Monastir 2:0).
El nuevo estadio de Douera lleva el nombre de Ali Ammar, más conocido como Ali la Pointe. Ali la Pointe es reconocido como uno de los héroes de la Batalla de Argel (durante la cual murió) durante la Guerra de Independencia argelina. El Presidente de Argelia, Abdelmadjid Tebboune, firmó el 30 de octubre de 2023 el decreto por el que se otorga al estadio su santo patrón (anteriormente, el recinto se denominaba simplemente Stade de Douera).